# Damir Šolman
Damir Šolman (Zagreb, 7. rujna 1949. – 2. svibnja[nedostaje izvor] 2023.), hrvatski košarkaš i bivši jugoslavenski košarkaški reprezentativac, bio je kapetan reprezentacije i prvi igrač koji je za nju odigrao 200 utakmica (ukupno 226, postigavši 1785 koševa). Četiri puta je bio reprezentativac Europe.
Igrao je na položaju krila, visok 199 cm.
Igrao je koncem '60-ih, '70-ih i početkom '80-ih.

## Igračka karijera

### Klupska karijera
U karijeri je igrao za "Jugoplastiku". Najbolji je strijelac KK "Splita" svih vremena s 5783 koša.
S Jugoplastikom je igrao u finalu Kupa europskih prvaka 1971./72. godine. U sastavu su još bili Petar Skansi, Rato Tvrdić, Mihajlo Manović, Zdenko Prug, Branko Macura, Lovre Tvrdić, Dražen Tvrdić, Duje Krstulović, Mirko Grgin, Drago Peterka, Ivo Škarić, Zoran Grašo, a sastav je vodio Branko Radović.
1972./73. je s Jugoplastikom igrao u finalu Kupa pobjednika kupova. U sastavu su još igrali Rato Tvrdić, Branko Macura, Mihajlo Manović, Duje Krstulović, Lovre Tvrdić, Zdenko Prug, Dražen Tvrdić, Mirko Grgin, Ivo Škarić, Mlađan Tudor, Zoran Grašo, a vodio ih je Srđan Kalember.
1975./76. je osvojio s Jugoplastikom Kup Radivoja Koraća. U sastavu su još igrali Željko Jerkov, Rato Tvrdić, Mlađan Tudor, Mirko Grgin, Duje Krstulović, Branko Macura, Ivo Bilanović, Ivo Škarić, Branko Stamenković, Ivica Dukan, Mihajlo Manović, Slobodan Bjelajac, Drago Peterka, a vodio ih je Petar Skansi.
1976./77. je s Jugoplastikom obranio naslov pobjednika Kupa Radivoja Koraća. U sastavu su još igrali Željko Jerkov, Rato Tvrdić, Mihajlo Manović, Duje Krstulović, Mlađan Tudor, Mirko Grgin, Ivo Bilanović, Branko Macura, Ivica Dukan, Slobodan Bjelajac, Ivan Sunara, Predrag Kruščić, Mladen Bratić, Deni Kuvačić, a vodio ih je Petar Skansi.